# Edouard Laurent
Edouard Laurent, egentligen Edvard Fredrik Laurent, född 8 juni 1852 i Helsingfors i Finland, död 26 november 1920 i Stockholm, var en svensk kompositör, sångtextförfattare och grosshandlare. Hans musikstycke Kalle P har använts i flera filmproduktioner.
Han var det yngsta barnet (av 9) till Knut Bernhard Laurent (1815-1891) och Anna Sofia Hedenström (1817-1871) Han gifte sig med Axelina Vilhelmina Lovisa Galetski (1856–1941) och paret är begravda på Sandsborgskyrkogården i Stockholm. De fick barnen Arvid Edvard (1877-1958), Knut Axel (1879-1969) och Karl Helge (1882-1979).